# Oshituthi shomagongo
Oshituthi shomagongo, das Marula-Frucht-Fest, (englisch Marula Fruit Festival)  ist ein traditionelles Fest der Ovambo in Namibia. Fester Bestandteil ist das Trinken eines aus der Frucht des Marula-Baums hergestellten Getränks, des Omagongo. Oshituthi shomagongo wurde 2015 in die Repräsentative Liste des immateriellen Kulturerbes der Menschheit aufgenommen.

## Ablauf
Das Fest wird für zwei bis drei Tage zwischen März und April von den in den Regionen Ohangwena, Oshikoto, Oshana und Omusati lebenden Ovambo zur Feier des omagongo, eines aus den  Früchten des Marula-Baums (Elefantenbaums) hergestellten Getränks, abgehalten. Im Vorfeld schnitzen die Männer Trinkgefäße und sammeln kleine Kürbisse sowie Hörner von Rindern, um die Früchte anzustechen. Die Frauen stellen zeitgleich Körbe und Tongefäße her, die für die Produktion des omagongo genutzt werden. Sie sammeln zudem, mit den Kindern zusammen, die Marulafrüchte, entsaften diese und lassen sie zwei bis sieben Tage gären. Während dieser Wartezeit werden Gedichte geschrieben, Geschichten erzählt und Wissen verbreitet. Den Abschluss findet das Fest bei gemeinsamem Gesang und Tanz.

## Immaterielles Kulturerbe
Das im Rahmen der UNESCO-Konvention zur Erhaltung des immateriellen Kulturerbes zur Prüfung und Beschlussfassung eingesetzte zwischenstaatliche Komitee nahm in seiner 10. Sitzung im Dezember 2015 in Windhoek die Tradition des Oshituthi shomagongo in die Repräsentative Liste des immateriellen Kulturerbes der Menschheit auf. Zusammenfassend heißt es dazu:

“Das Oshituthi-Shomagongo-Fest, das von Generation zu Generation überliefert wird, feiert den neuen Zyklus der Pflanzenproduktion und der damit verbundenen einheimischen Kenntnisse, Fertigkeiten, Gewohnheiten und mündlichen Traditionen. Durch die breite Einbeziehung aller Gemeinschaftsmitglieder, die jeweils unterschiedliche Rollen und Verantwortlichkeiten haben, fungiert es als Katalysator des Zusammenhalts und des gegenseitigen Respekts zwischen den Owambo und der Gesellschaft im Allgemeinen.”

Oshituthi shomagongo ist eine von nur zwei namibischen kulturellen Ausdrucksformen, die weltweit als immaterielles Kulturerbe anerkannt sind.